# Sonic 3D
Sonic 3D, відома як  Sonic 3D: Flickies' Island (яп. ソニック 3D フリッキーアイランド, Сонікку 3D Фуріккі: Айрандо) в Європі, Австралії і Новій Зеландії, Sonic 3D Blast (яп. ソニック 3D ブラ スト, Сонікку 3D Бурасуто) в Північній Америці, і під обома назвами в Японії — 3D–відеогра з серії ігор Sonic the Hedgehog. Розроблена британською компанією Traveller's Tales і випущена компанією Sega в 1996 році.

## Сюжет
Доктор Роботнік виявив птахів, званих Фліками, які живуть на острові в альтернативному вимірі. Дізнавшись, що вони можуть подорожувати в будь-які місця за допомогою великого кільця, він вирішив використати їх, перетворивши на роботів, щоб полегшити пошуки смарагдів Хаосу. Сонік, відвідуючи острови Фліків, побачив, що Роботнік побудував базу на острові і використовує Фліків для створення роботів. Він вирішує звільнити Фліків та завадити Роботніку відшукати смарагди.

## Ігровий процес

«Green Grove Zone» (версія Sega Mega Drive/Genesis)

По грі треба звільняти Фліків із роботів-ворогів, які на них працюють, і відводити їх усіх до кільця. У третьому акті кожного рівня потрібно битися з Доктором Роботніком.

### Зони
- Green Grove Zone (укр. Зона Зеленого Гаю) — класична рослинна місцевість з пальмами, річками і мостами, схожа на «Green Hill Zone» з Sonic the Hedgehog і на «Emerald Hill Zone» з Sonic the Hedgehog 2.
- Rusty Ruin Zone (укр. Зона Іржавих руїн) — руїни стародавнього міста. За стилем — суміш античності та середньовіччя. Нагадує зону «Marble» з Sonic the Hedgehog.
- Spring Stadium Zone (укр. Зона Стадіону пружин) — стадіон з безліччю пружин-спрінгів, місцями нагадує пінбольний автомат.
- Diamond Dust Zone (укр. Зона Алмазного пилу) — засніжена гора. Тут можна побачити вморожені в стіни скелети істот, схожих на динозаврів.
- Volcano Valley Zone (укр. Зона Вулканічної долини) — вулканічна місцевість з річками лави.
- Gene Gadget Zone (укр. Зона Генного пристосування) — лабораторія доктора Еггмана.
- Panic Puppet Zone (укр. Зона Лялькової паніки) — гігантська статуя Еггмана, всередині якої чекає битва з самим доктором.
- Final Fight Zone (укр. Зона Фінального бою) — фінальний бій Соніка з Доктором Роботніком.

### Спеціальні рівні
Гравець може потрапити в «Special Stage», якщо зустріне на рівнях Тейлза або Наклза, зібравши 50 або більше кілець. Проходити можна один раз за зону.
- ПК/Saturn версія. Пройти по спеціальній трубі, зібравши потрібну кількість кілець (таке ж було в Sonic the Hedgehog 2)
- Sega Mega Drive/Genesis версія. Потрібно пройти по мосту, обходити бомби і збирати потрібну кількість кілець.

## Відмінності між версіями
- Початковий екран заставки, у версії від Saturn/ПК — картинка з Соніком і Фліками на тлі неба.
- Звучить різна музика.
- У Sega Genesis версії інший спеціальний рівень.

## Музика
Для Mega Drive/Genesis звучала музика Тацуюкі Маеда, Сейрю Окамото, Дзюн Сеноуе і Масару Сецумару, останні два будуть працювати над реміксами пісень в Sonic Adventure. Для Saturn/PC версії музику виконував Річард Жак.

## Адаптації
Сюжет Sonic 3D Blast був адаптований у коміксах Sonic the Hedgehog від «Archie Comics» (Specials № 8 Sonic Blast), та № 104–106 коміксів Sonic the Comic від Fleetway Editions.